# Nagisa no Sindbad
Nagisa no Sindbad (渚のシンドバッド, Nagisa no Shindobaddo) é um filme japonês do género drama romântico, realizado e escrito por Ryōsuke Hashiguchi e protagonizado por Yoshinori Okada e Ayumi Hamasaki. Estreou-se no Japão a 16 de dezembro de 1995. Também foi exibido na Mostra Internacional de Cinema de São Paulo, no Brasil, no Festival Internacional de Cinema de Toronto de 1996, e no Festival Internacional de Cinema Gay e Lésbico de 1997 em Turin.

## Sinopse
Shuji Ito é um garoto tímido que é o melhor em sua turma do ensino secundário. Ele se sente atraído por seu colega e melhor amigo Yoshida, que desconhece os sentimentos íntimos de Ito. Os dois passam o tempo com Tōru Kanbara, cujas ações cômicas escondem uma natureza sensível. Kasane Aihara é a aluna nova, e é fria e distante com os outros. Ninguém sabe que ela foi estuprada em sua antiga escola, e agora faz terapia. Enquanto isso, Yoshida, que agora está namorando a insegura Shimizu, fica interessado em Aihara. Cada adolescente está se escondendo por trás de um muro, o qual eles precisam derrubar ao encontrar sua maturidade.

## Elenco
- Yoshinori Okada como Shuji Ito
- Ayumi Hamasaki como Kasane Aihara
- Kōji Yamaguchi como Tōru Kanbara
- Kumi Takada como Ayako Shimizu
- Shizuka Isami como Rika Matsuo
- Kōta Kusano como Hiroyuki Yoshida
- Yoshihiko Hakamada como Fujita

## Reconhecimentos
| Ano  | Prémios                                      | Categorias       | Destinatários e nomeados | Resultado | Referências |
| ---- | -------------------------------------------- | ---------------- | ------------------------ | --------- | ----------- |
| 1996 | Mainichi Eiga Concours                       | Melhor argumento | Ryōsuke Hashiguchi       | Venceu    | [ 5 ]       |
| 1996 | Festival Internacional de Cinema de Roterdão | Prémio Tigre     | Ryōsuke Hashiguchi       | Venceu    | [ 6 ]       |
| 1997 | Festival de Cinema Gay e Lésbico de Turim    | Melhor filme     | Nagisa no Sindbad        | Venceu    | [ 7 ]       |